# Bobby Bryant
Bobby Bryant (* 19. Mai 1934 in Hattiesburg, Mississippi; † 10. Juni 1998) war ein US-amerikanischer Jazz-Trompeter und Flügelhornist.

## Leben und Wirken
Bobby Bryant spielte anfangs sowohl Trompete als auch Tenorsaxophon. 1952 zog er nach Chicago, wo er die Cosmopolitan School of Music besuchte. Nach seiner Graduierung 1957 arbeitete er zunächst als freischaffender Musiker in der Stadt, u. a. mit Red Saunders und in der Begleitgruppe des Sängers Billy Williams; daneben trat er mit kleineren Ensembles auf. 1960 ging er nach New York, im folgenden Jahr nach Los Angeles, wo er seitdem lebte. Bryant arbeitete dort u. a. mit Vic Damone, hatte eigene Formationen und spielte in Bigbands von Charles Mingus (Mingus at Monterey, 1964), Thelonious Monk (Live at the 1964 Monterey Jazz Festival), Oliver Nelson (Monk’s Blues, 1969), Gerald Wilson, der Frank Capp/Nat Pierce Juggernaut, und dem Clayton-Hamilton Jazz Orchestra. Daneben arbeitete er in den Studios und als Musikpädagoge. Er wirkte außerdem an Aufnahmen von Eddie Lockjaw Davis (Trane Whistle, 1960),  Johnny Griffin (The Big Soul-Band, 1960), Blue Mitchell (Bantu Village, 1969), Eddie Harris (How Can You Live Like That?, 1976), Zoot Sims (Passion Flower, 1980), Gene Harris (Tribute to Count Basie, 1987) sowie Ella Fitzgerald,  Jimmy Witherspoon und Horace Silver mit.
Gesundheitliche Probleme in den 1990er Jahren zwangen ihn, nur noch als Teilzeitmusiker aktiv zu sein. Unter eigenem Namen nahm Bryant mehrere Alben mit kleineren und Bigband-Formationen auf, 1961 für Vee-Jay Records, zweimal für Pacific Jazz Records 1969, eine Session für Cadet Records (1971) und Sextett-Aufnahmen 1967, die ebenfalls für Cadet entstanden sind. In seiner Bigband von 1969 spielten Musiker wie Buddy Childers, Pete Christlieb,  Streamline Ewing, Joe Sample und Ernie Watts.

## Diskographische Hinweise
- Big Band Blues (VeeJay, 1961)
- Ain't Doing too B-A-D, Bad (Argo/Cadet, 1967)
- Earth dance (Pacific Jazz, 1969)
- The Jazz Excursion into Hair  (Pacific Jazz, 1969)
- Swahili Strut (Cadet, 1971)